# Іцхак Бен-Шохам
Іцхак Бен-Шохам (Ізмір, Туреччина — 7 жовтня 1973, поблизу Нафах, Ізраїль) — полковник Армії оборони Ізраїлю, командир 188-ї танкової бригади в період Війни Судного дня.
У 1950 репатріювався до Ізраїлю. Жив у кібуці Тірат-Цві, потім, після репатріації батьків, в Єрусалимі.
Загинув у бою, коли чотири танки штабу бригади під його командуванням намагалися стримати наступ сирійських танків, що прорвалися через укріплену оборонну лінію у районі військової бази Нафах. Посмертно нагороджений медаллю «За відвагу». У тому ж бою загинув його заступник, підполковник Давид Ісраель.